# Mayuko Kanba
Pour les articles homonymes, voir Kanba.
神庭 麻由子 (Kanba Mayuko)
Œuvres principales
- C.M.B. (en)
- Q.E.D. (en)
- Rocket Man (ja)

Mayuko Kanba (神庭 麻由子, Kanba Mayuko), dont le nom est souvent stylisé en Mayuko Kanba (かんば まゆこ, Kanba Mayuko), née le 18 avril dans la Préfecture de Shimane, est une scénariste japonaise de manga.

## Biographie
Née dans la Préfecture de Shimane, Mayuko Kanba a un sang de type O. Âgée de 25 ans, elle reçoit une mention de travail honorable pour son œuvre Kazuko-chan et la porte mystérieuse au GET THE SUN New Face Award. Actuellement, elle travaille sur la série dérivée de Détective Conan, Apprenti criminel (Han'nin no Hanzawa-san).

## Récompenses
- 4e mention honorable pour Policier de Crimetown, GET THE SUN New Face Award ;
- 7e mention honorable pour Kazuko-chan et la porte mystérieuse, GET THE SUN New Face Award ;
- 3e place pour L'inspecteur Nishikida aime voler, Prix du manga à venir édition 2018 ;
- 14e place pour Apprenti criminel, Bandes dessinées recommandées par les employés de la librairie nationale édition 2019 (ja) ;
- 10e place des meilleurs mangas à animer pour L'inspecteur Nishikida aime voler, AnimeJapan édition 2019.

## Principales œuvres

### Manga
- Les meilleurs talents du monde, avril 2010 ;
- Good luck! Hinketsu-sensei, mai 2010 ;
- Great Demon Lord of Hell, juin 2010 ;
- L'éveil de Hitomi, octobre 2010
- Can't hide it! Jamboreene, octobre 2010 à janvier 2012 ;
- Labyrinth detective, juillet 2012 à juillet 2016 ;
- L'inspecteur Nishikida aime voler, septembre 2013 et de mai 2014 à juin 2016 ;
- Apprenti criminel, juillet 2017 jusqu'à maintenant.